# Equipo de Copa Hopman de Australia
Los Australiano es una de las naciones que ha competido en cada edición de la Copa Hopman desde el evento inaugural en 1989. Australia ganó el título en 1999 y 2016, y terminó como el subcampeón en 1989 y 2003.

## Jugadores
Esta es una lista de los jugadores que han jugado para Australia en la Copa Hopman.
| Name               | Total G-P | Singles G-P | Dobles G-P | Primer año jugado | Número de años jugados |
| Wayne Arthurs      | 0–2       | 0–1         | 0–1        | 2006              | 1                      |
| Paul Baccanello 1  | 0–2       | 0–1         | 0–1        | 2005              | 1                      |
| Ashleigh Barty     | 3–3       | 2–1         | 1–2        | 2013              | 1                      |
| Nicole Bradtke 2   | 12–8      | 4–6         | 8–2        | 1993              | 4                      |
| Pat Cash           | 9–4       | 4–2         | 5–2        | 1989              | 3                      |
| Casey Dellacqua    | 1–11      | 1–5         | 0–6        | 2009              | 2                      |
| Jelena Dokić       | 5–7       | 4–3         | 1–4        | 1999              | 2                      |
| Matthew Ebden      | 0–1       | 0–1         | 0–0        | 2015              | 1                      |
| Annabel Ellwood    | 3–3       | 1–2         | 2–1        | 1998              | 1                      |
| Richard Fromberg   | 1–5       | 1–2         | 0–3        | 2001              | 1                      |
| Daria Gavrilova    | 5–6       | 2–4         | 3–2        | 2016              | 2                      |
| Nathan Healy 3     | 1–1       | 0–1         | 1–0        | 2007              | 1                      |
| Lleyton Hewitt     | 25–20     | 15–9        | 10–11      | 2002              | 8                      |
| Nick Kyrgios       | 9–2       | 6–0         | 3–2        | 2016              | 1                      |
| Peter Luczak       | 2–4       | 1–2         | 1–2        | 2008              | 1                      |
| Hana Mandlíková    | 6–5       | 2–3         | 4–2        | 1989              | 2                      |
| Wally Masur        | 6–4       | 2–3         | 4–1        | 1993              | 2                      |
| Marinko Matosevic  | 1–3       | 1–1         | 0–2        | 2015              | 1                      |
| Rachel McQuillan   | 0–2       | 0–2         | 0–2        | 1992              | 1                      |
| Benjamin Mitchell  | 0–1       | 0–0         | 0–1        | 2015              | 1                      |
| Alicia Molik       | 23–14     | 13–8        | 10–6       | 2002              | 7                      |
| Mark Philippoussis | 15–13     | 9–7         | 6–6        | 1996              | 6                      |
| Nicole Pratt       | 0–6       | 0–3         | 0–3        | 2001              | 1                      |
| Kristine Radford   | 2–2       | 0–2         | 2–0        | 1995              | 1                      |
| Pat Rafter         | 5–1       | 3–0         | 2–1        | 1998              | 1                      |
| Todd Reid 4        | 1–3       | 0–2         | 1–1        | 2006              | 1                      |
| Elizabeth Smylie   | 1–3       | 0–2         | 1–1        | 1991              | 1                      |
| Samantha Stosur    | 5–7       | 4–2         | 1–5        | 2006              | 2                      |
| Bernard Tomic      | 4–2       | 3–0         | 1–2        | 2013              | 1                      |
| Jarmila Wolfe 5    | 5–7       | 2–4         | 3–3        | 2012              | 2                      |
| Todd Woodbridge    | 0–2       | 0–1         | 0–1        | 1992              | 2                      |
| Mark Woodforde     | 4–2       | 2–1         | 2–1        | 1990              | 1                      |

1 Baccanello reemplazado Mark Philippoussis en la eliminatoria 2005 contra los Estados Unidos después de Philippoussis sufrió una lesión en el músculo aductor en la ingle.
2 Bradtke compitió bajo su nombre de soltera, Provis, en la primera dos de sus cuatro apariciones en el evento. 
3 Healy jugó el empate definitivo de Australia en 2007 frente a los Estados Unidos después de que Mark Philippoussis se lesionó la rodilla derecha durante el enfrentamiento contra Francia.
4 Reid compitió en 2006 después de haber sido el reemplazar Wayne Arthurs después del primer enfrentamiento como Arthurs había sufrido un desgarro en el músculo de la pantorrilla.
5 Wolfe compitió bajo su nombre de soltera, Gajdošová, en su primera aparición en el evento en 2012.